# Torre de Arcas
Torre de Arcas (katalanisch: Torredarques) ist eine spanische Gemeinde in der Provinz Teruel der Autonomen Region Aragón. Sie liegt an der Nationalstraße 232 rund 31 Kilometer südwestlich von Valderrobres im Südwesten der Comarca Matarraña (Matarranya) im überwiegend katalanischsprachigen Gebiet der Franja de Aragón. 2024 hatte die Gemeinde 82 Einwohner.

## Einwohner
| 1950 | 1991 | 1996 | 2001 | 2006 | 2011 | 2013 |
| ---- | ---- | ---- | ---- | ---- | ---- | ---- |
| 404  | 133  | 117  | 107  | 93   | 95   | 95   |

## Sehenswürdigkeiten
- Pfarrkirche
- Rathaus
- Einsiedelei San Bernado
- Mittelalterliche Brücke